# Acadèmia de Belles Arts de Sant Sebastià
La Reial Acadèmia de Belles Arts de les Illes Balears, Acadèmia de Belles Arts de Sant Sebastià o Acadèmia de Belles Arts de Palma és una institució cultural mallorquina fundada el 1849 a Palma (Mallorca) per Isabel II d'Espanya amb el nom d'Acadèmia de Nobles Arts de Palma. Fou la continuadora de l'antiga Escola de Belles Arts que fundà el 1779 la Societat Econòmica d'Amics del País.

## Presidents
- Joan Despuig Safortesa (1849-1853)
- Joaquim Descatlar Sureda (1853-1858)
- Faust Morell Orlandis (1858-1875)
- Joan Quint Safortesa (1875-1876)
- Jeroni Rosselló Ribera (1876-1902)
- Jeroni Rius Salvà (1902-1923)
- Gabriel Llabrés Quintana (1923-1928)
- Enric Sureda Morera (1928-1935)
- Honorat Sureda Hernández (1935-1966)
- Guillem Colom Ferrà (1966-1979)
- Jaume Salvà Riera (1979-1989)
- Antoni Garcia-Ruiz i Rosselló (1989-2003)
- Jaume Mir Ramis (2003-2007)
- Miquel Alenyà Fuster (2007-2009)[4]
- Neus Garcia Inyesta (2009-)
- Jaume Prohens Julià (2013-2021)